# Königsdorf (Burgenland)
Königsdorf (ungarisch Királyfalva) ist eine Gemeinde mit 774 Einwohnern (Stand 1. Jänner 2024) im südlichen Burgenland im Bezirk Jennersdorf in Österreich.

## Geografie
Königsdorf liegt auf 239 Meter Seehöhe im Lafnitztal, nach Norden steigt das Land hügelig bis auf 350 Meter an. Der Ort liegt zehn Kilometer südöstlich von Fürstenfeld und fünf Kilometer östlich der Therme Loipersdorf.

### Gemeindegliederung
Königsdorf ist der einzige Ort in der Gemeinde und teilt sich in Königsdorf Ort und Königsdorf Berg. Weitere Ortsteile sind Friesenberg, Hartberg, Hochberg, Königsdorfer Berg, Limbachgraben, Mitterberg und Steinleiten.

### Nachbargemeinden
|                              | Kukmirn (Bezirk Güssing)                    |              |
| Rudersdorf                   | Kompassrose, die auf Nachbargemeinden zeigt | Eltendorf    |
| Bad Loipersdorf (Steiermark) | Jennersdorf                                 | Weichselbaum |

## Geschichte
Hügelgräber im Kögelwald und durch Grabungen in den Jahren 1922/25 entdeckte Fundgegenstände (Urnen, Töpfe, Fingerringe und eine 12 cm große Jupiterstatuette) lassen auf eine frühe Besiedelung dieser Gegend schließen.
Der Stiftungsbrief für die Güssinger Benediktiner aus dem Jahre 1157 bezeichnet die Bewohner des Lafnitztales als „Theotonici“ (Deutsche), und eine Urkunde König Andreas III. vom Jahre 1291 nennt das Grenzgebiet bei Steiermark „terra hospitum“, das heißt „das Land der Gäste“. Diese „Gäste“ waren Deutsche. Königsdorf stand unter der Macht der Güssinger Grafen und war 1327 ein königliches Gut. In der Verleihungsurkunde des Königs Sigismund für Peter Cheh de Leva, mit der demselben die Güssinger Provinz im Jahre 1428 übergeben wurde, wird auch der Ortsname Königsdorf (Kyralfalwa) erstmals 1428 erwähnt. Ob es sich um einen königlichen Besitz oder um eine königliche Gründung handelt, ist nicht erforscht. In der katholischen Pfarrmatrik ist verzeichnet, dass der Name von einer Kapelle stammt, die zu Ehren des Königs Stephan erbaut wurde.
Freiherr Franz von Batthyány (1590–1625) stand im Boczkaykrieg auf Seite der Österreicher. Daher verwüsteten die aus Haiducken bestehenden Truppen Boczkays im Jahre 1605 seine Domänen, darunter auch Königsdorf.
Zur Zeit der Kuruzenkriege wurde Königsdorf im August 1704 von den wegen der ungarischen Einfälle erbitterten Steirern, wie viele andere Ortschaften der Batthyány, zerstört.
Der Ort gehörte wie das gesamte Burgenland bis 1920/21 zu Ungarn (Deutsch-Westungarn). Seit 1898 musste aufgrund der Magyarisierungspolitik der Regierung in Budapest der ungarische Ortsname Királyfalva verwendet werden.
Nach Ende des Ersten Weltkriegs wurde nach zähen Verhandlungen Deutsch-Westungarn in den Verträgen von St. Germain und Trianon 1919 Österreich zugesprochen. Vom 31. August bis 1. November 1921 war Königsdorf im Zuge der Landnahme des Burgenlandes von ungarischen Freischärlern besetzt, die in Auseinandersetzungen mit den in Gillersdorf einquartierten österreichischen Gendarmen verstrickt waren. Vom 13. bis 30. November 1921 nahm das Militär die Gegend von Königsdorf endgültig zu Österreich.
Der Ort gehört seit 1921 zum neu gegründeten Bundesland Burgenland (siehe auch Geschichte des Burgenlandes).
Landespolitische Aufmerksamkeit erreichte die Gemeinde 2005 mit einer gegen den Willen der Mehrheitsfraktion im Gemeinderat zustande gebrachten Bürgerbefragung zum Thema Fürstenfelder Schnellstraße S 7, dabei sprachen sich rund 80 % gegen den Bau der Schnellstraße aus.

## Kultur und Sehenswürdigkeiten

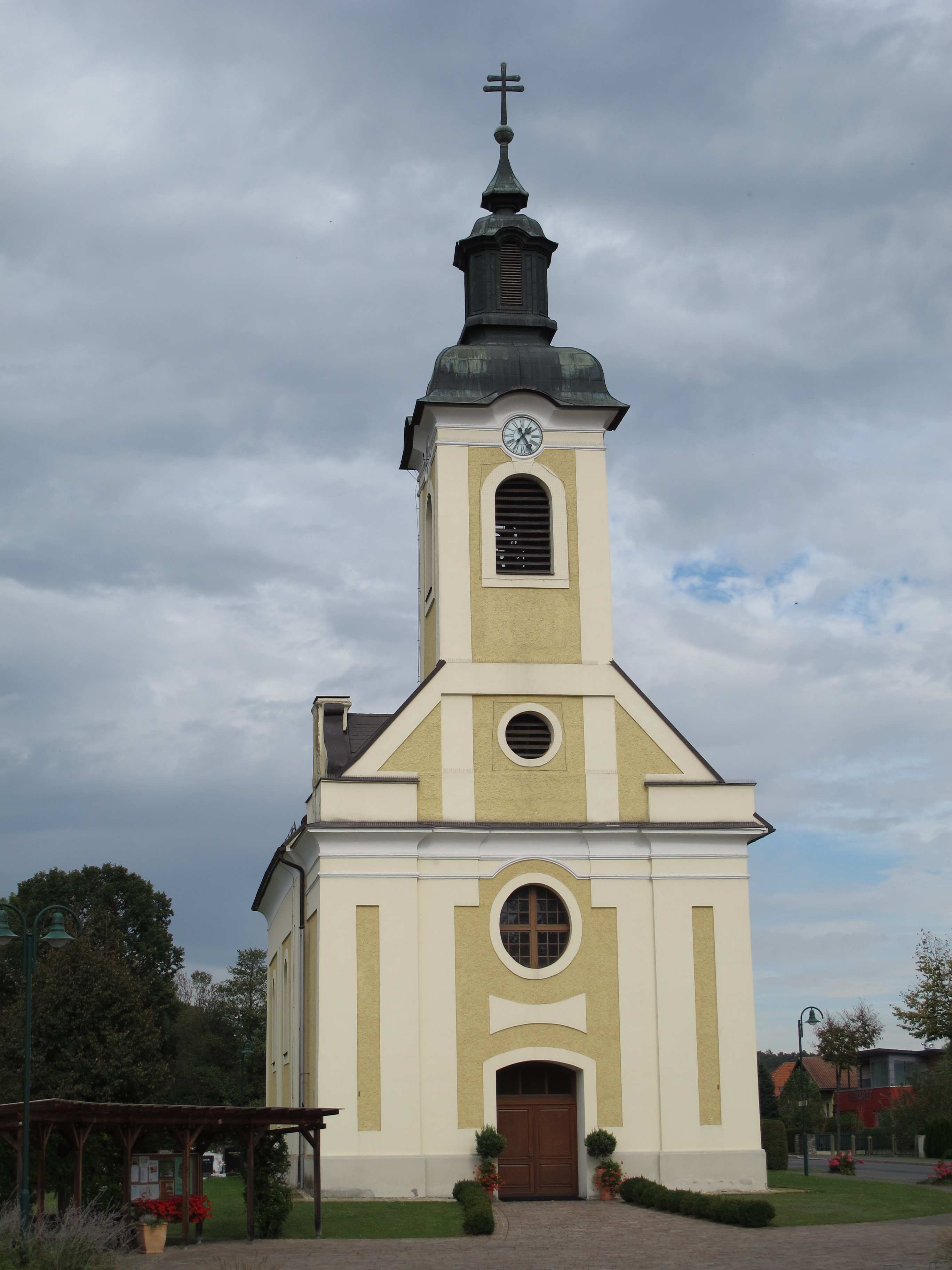
Pfarrkirche Königsdorf

- Katholische Pfarrkirche Königsdorf hl. Stephan: Die Kirche wurde von 1757 bis 1759 an der Stelle einer Holzkirche erbaut. Graf Ludwig Batthyány schenkte den Bauplatz und den Friedhofsplatz. 1757 wurde der Friedhof bei der Kirche angelegt.

## Wirtschaft und Infrastruktur

### Wirtschaft
Die Gemeinde hatte um das Jahr 1900 aus dem Holzverkauf und dem Erlös der Wiesen so viele Einnahmen, dass keine Gemeindeumlage eingehoben werden musste. Als grundsätzlich ländlich geprägte Gemeinde ist Königsdorf noch immer auch stark landwirtschaftlich geprägt, wobei die Entwicklung seit dem Beitritt Österreichs zur EU von den kleinbäuerlichen Strukturen in Richtung wenige Großbauern geht. Gab es im Jahr 1999 noch 89 landwirtschaftliche Betriebe, wovon 21 Haupterwerbsbetriebe waren, so sanken diese Zahlen bis 2010 auf 58 Betriebe mit sieben im Haupterwerb.
Im Produktionssektor beschäftigen sieben Betriebe 18 Arbeitnehmer, im Dienstleistungssektor geben 34 Firmen 104 Menschen Arbeit. Über 40 davon arbeiten in sozialen und öffentlichen Diensten, mehr als 20 im Handel.
Als Vorzeigeprojekt für die zukünftige wirtschaftliche Orientierung der Gemeinde gilt der Naturbadesee, in dessen Umfeld sich langsam ein naturnaher sanfter Tourismus entwickelt. Der Zusammenschluss mit den Nachbargemeinden Rudersdorf, Eltendorf und Heiligenkreuz im Lafnitztal in der Wasserwelt Königsdorf Ges.m.b.H. unter Einbeziehung des Schotterabbauunternehmens soll den weiteren Ausbau forcieren.

### Bildung

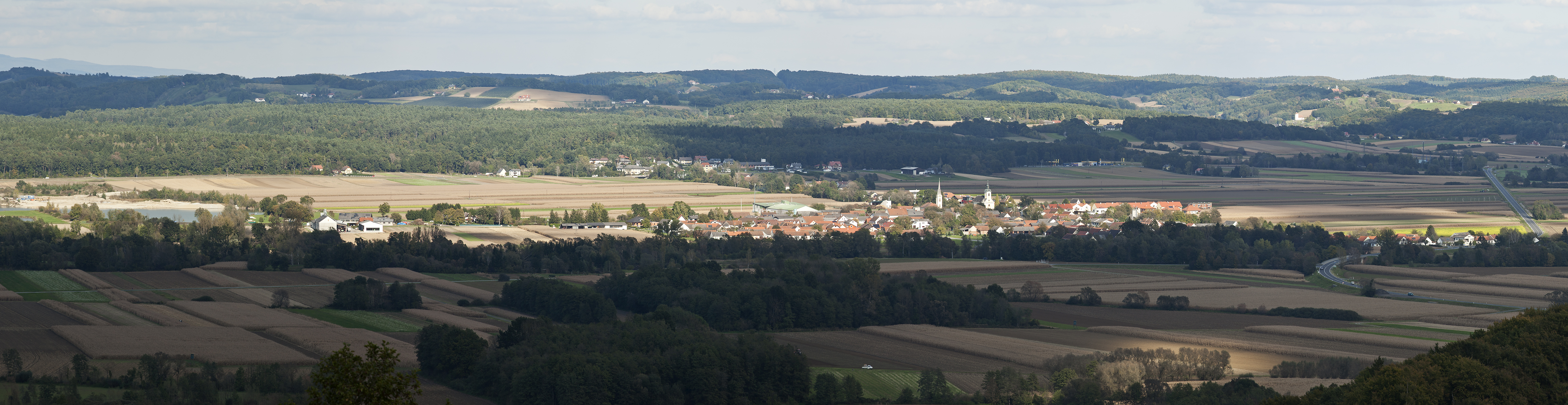
Königsdorf von Süden

1860 wurde unter dem Lehrer Franz Scherzer, der 60 Jahre in Königsdorf wirkte, das katholische Schulhaus gebaut. 1870 wurde eine zweite Klasse errichtet. Auch die katholischen Kinder aus Eltendorf besuchten die Volksschule in Königsdorf. Die evangelischen Kinder von Königsdorf gingen in Eltendorf in die Volksschule.
1867 wurde der erste evangelische Lehrer (Josef Mattes, ein gebürtiger Königsdorfer) gewählt. Er unterrichtete die Kinder im Haus Nr. 72. In den Jahren 1869/70 wurde das evangelische Schulhaus gebaut. 1943 wurde vom evangelischen Pfarrer Augustin das Haus Nr. 142 in den Bergen von der Gemeinde angekauft. Das Haus wurde abgetragen, an seine Stelle sollte für die Bergler Kinder ein Schulhaus erbaut werden. Die Pläne dafür waren schon vorhanden. Da aber die erforderliche Kinderanzahl für fünf folgende Jahre nicht ausreichte, wurde der Schulneubau nicht verwirklicht.

## Politik

### Gemeinderat
| Der Gemeinderat hat 13 Mitglieder. - Nach den Gemeinderatswahlen 1997 hatte der Gemeinderat folgende Verteilung: 6 ÖVP, 6 SPÖ und 1 Bürgerliste Königsdorf. - Nach den Gemeinderatswahlen 2002 hatte der Gemeinderat folgende Verteilung: 7 ÖVP, 5 SPÖ und 1 Bürgerliste Königsdorf. - Nach den Gemeinderatswahlen 2007 hatte der Gemeinderat folgende Verteilung: 6 ÖVP, 4 SPÖ und 3 KLAUS. - Nach den Gemeinderatswahlen 2012 hatte der Gemeinderat folgende Verteilung: 6 ÖVP, 5 SPÖ und 2 KLAUS. - Nach den Gemeinderatswahlen 2017 hatte der Gemeinderat folgende Verteilung: 6 ÖVP, 5 SPÖ und 2 KLAUS. - Nach den Gemeinderatswahlen 2022 hat der Gemeinderat folgende Verteilung: 7 SPÖ, 4 ÖVP und 2 KLAUS. | Hier fehlt eine Grafik, die leider im Moment aus technischen Gründen nicht angezeigt werden kann. Wir arbeiten daran! |

### Bürgermeister
- 1918–1921: Matthias Duld (Landbund)
- 1934–1938: Josef Trinkl
- 1945–1951: Josef Trinkl (ÖVP)
- bis 2012 Franz Spirk (ÖVP)
- 2012–2017: Dieter Wirth (ÖVP)
- seit 2017: Mario Trinkl (SPÖ)[9]

### Wappen
Der Gemeinde wurde 2001 folgendes Wappen verliehen: In Blau eine auf einem grünen, mit goldenen Wellenbalken belegten Schildfuß stehende goldene Figur des Heiligen Königs Stephan, einen Reichsapfel in der rechten und ein Szepter in der linken Hand haltend.
Der heilige Stephan wird bereits im Gemeindesiegel verwendet. Der Sage nach soll Kaiser Josef II. bei der Überquerung des Limbaches im Bereich der alten Königsbrücke mit seinem Wagen stecken geblieben sein. Als Dank für die Hilfe erhielten die Bewohner der Gemeinde die Erlaubnis, in ihrem Gemeindesiegel das Bild des Heiligen Königs Stephan von Ungarn zu führen.

## Persönlichkeiten
- Matthias Duld (1864–1940), Landwirt und Politiker, von 1918 bis 1921 Bürgermeister von Königsdorf
- Josef Trinkl (1895–1970), Politiker, von 1945 bis 1951 Bürgermeister von Königsdorf
- Baldur Pauß (1935–2019), Musiker und Komponist